# Max Nordau
Pour les articles homonymes, voir Nordau.
Max Simon Nordau (Pest, 27 juillet 1849 - Paris 9e, 22 janvier 1923) est un médecin, auteur, critique sociologique et l'un des grands leaders du sionisme, cofondant l'Organisation sioniste mondiale avec Theodor Herzl. Il est président ou vice-président de plusieurs congrès sionistes.
En tant que critique sociologique, il écrit un certain nombre de livres très controversés, dont Les mensonges conventionnels de notre civilisation (1883), Dégénérescence (1892) et Paradoxes sociologiques (1896). Bien que ce ne soit pas son œuvre la plus populaire ni considérée comme la plus réussie, celle dont on se souvient le plus et qui est de nos jours la plus citée et la plus critiquée est Dégénérescence.

## Biographie
De son vrai nom Simon Maximilian Südfeld ou Südfeld Simon Miksa, Nordau est né le 29 juillet 1849 à Pest, faisant alors partie du royaume de Hongrie. Son père, Gabriel Südfeld est un poète en langue hébraïque. Ses parents sont des juifs orthodoxes et il suit d'abord des cours dans une école élémentaire juive, puis dans un lycée catholique avant de rejoindre l'université et obtenir son diplôme de docteur en médecine. Il travaille comme journaliste pour des petits journaux de Budapest, avant de s'installer en 1873 à Berlin où il change son nom. Il est envoyé à Paris comme correspondant de Die Neue Freie Presse et c'est à Paris qu'il passera la majeure partie de sa vie.
Nordau est l'exemple typique d'un juif européen totalement assimilé et acculturé. Il se marie avec une protestante, et malgré son éducation hongroise, il se sent très proche de la culture allemande, écrivant dans sa biographie : « Quand j'ai atteint l'âge de quinze ans, j'ai quitté la façon de vivre juive et l'étude de la Torah… Le judaïsme est resté un simple souvenir et depuis lors, je me suis toujours senti Allemand et Allemand seulement. »
La conversion de Nordau au sionisme est certainement due à l'affaire Dreyfus. De nombreux Juifs, parmi lesquels Theodor Herzl voient dans l'affaire Dreyfus l'échec de l'intégrationnisme et l'évidence de l'universalité de l'antisémitisme.
Nordau jouera dès lors un rôle majeur dans l'Organisation sioniste mondiale. Sa notoriété aide à faire connaître le mouvement sioniste. Il est aussi responsable du caractère démocratique de l'organisation.

## Dégénérescence
L'œuvre majeure de Nordau Entartung (Dégénérescence : en 1892), écrite en allemand comme toutes ses œuvres, est une attaque moralisatrice contre l'art dit « dégénéré », ainsi qu'une polémique contre les effets d'une série de phénomènes sociaux émergeant à cette période, tels que l'urbanisation rapide, et ses conséquences sur le corps humain.
Victor Segalen riposta contre le livre réactionnaire, Dégénerescence, de Max Nordau, en écrivant Les Synesthésies et l'école symboliste, publié dans le Mercure de France (vol.  XLII, no 148, avril 1902).
Nordau commence son œuvre par une interprétation médicale et sociologique de ce qui a produit cette dégénérescence dans la société. Il divise son étude en cinq livres. Dans son premier livre, Nordau identifie le phénomène comme un phénomène « fin de siècle » (en français dans le texte) en Europe. Il l'estime particulièrement perceptible en France (bien que le phénomène ne soit pas originaire de ce pays), comme « un mépris pour les valeurs traditionnelles des usages et de la moralité ». Il y voit une sorte de décadence, de lassitude du monde et un rejet volontaire des limites de la morale gouvernant le monde. Il prend des exemples dans les périodiques français et dans les livres en français pour montrer comment ce phénomène a affecté toutes les sphères sociales. Nordau accuse aussi la société de devenir de plus en plus encline à imiter tout ce qui se passe dans les arts. Il le voit dans le milieu en vogue de Paris et de Londres :

« Chaque personne s'efforce par quelques singularités dans sa silhouette, sa coupe, ses couleurs d'attirer violemment l'attention et de faire en sorte de la garder. Chacun veut créer une forte excitation nerveuse, que celle-ci soit agréable ou désagréable. »

Nordau constate le phénomène culturel de fin de siècle dès les premières pages, mais prend rapidement un ton médical pour décrire ce qu'il voit en ce qui a trait à la maladie : « Dans le tempérament fin de siècle, dans la tendance de la poésie et de l'art contemporains, dans la vie et la conduite des hommes qui écrivent des œuvres mystiques, symboliques et décadentes, dans l'attitude prise par leurs admirateurs, dans les goûts et instincts esthétiques de la société à la mode, on observe la confluence de deux conditions de maladies bien définies, familières au docteur, la dégénérescence et l'hystérie, dont la phase bénigne est appelée neurasthénie ».
Le livre présente de nombreuses études de cas d'artistes, écrivains et penseurs (Wilde, Ibsen, Wagner et Nietzsche pour n'en nommer que quelques-uns), mais son principe de base reste que la société et les êtres humains sont en train de se dégénérer et que cette dégénérescence est aussi bien reflétée qu'influencée par l'art.

## La politique deDégénérescence
Nordau n'a pas lui-même inventé l'expression ou l'idée de l'Entartung; cette idée a progressé de façon constante dans les pays de langue allemande pendant tout le XIXe siècle. Le livre reflète la vision d'une société en dégénérescence perçue par de nombreuses personnes et plus particulièrement dans l'Empire Austro-hongrois. Au début du XXe siècle, l'idée que la société dégénérescente est influencée par l'art provoque des réactions très vives et parfois hystériques vis-à-vis d'artistes comme le peintre autrichien Egon Schiele accusé d'offrir de la pornographie aux mineurs.
Cette construction culturelle, qui peut être utilisée pour décrire tout ce qui dévie d'une façon ou d'une autre des normes acceptées, trouve sa légitimité par l'approche pseudo-scientifique de la psycho-physiognomie médicale. La dégénérescence est acceptée comme un terme médical sérieux. Ce n'est qu'à partir de 1905 avec l'arrivée d'un nouvel âge de la psychanalyse que Sigmund Freud conteste sérieusement cette idée et qu'il mentionne de façon plutôt cinglante dans son ouvrage Trois essais sur la théorie de la sexualité que « l'on peut se demander si l'utilisation du terme de dégénérescence est d'une quelconque valeur ou si elle ajoute quelque chose à notre connaissance. »
Bien que l'œuvre de Nordau reflète sans conteste une tendance réactionnaire de la pensée européenne, il condamne aussi la montée de l'antisémitisme de la fin du XIXe siècle comme une conséquence de la dégénérescence.
À l'époque de ses écrits, l'Europe subit une complète mutation technologique et un bouleversement social considérable. L'industrialisation rapide et l'urbanisation qui s'ensuit cassent de nombreuses structures traditionnelles de la société.
Les idées de Nordau ressemblent dans bien des domaines à celles des philosophes du XVIIIe siècle, avec une croyance dans la Raison, le Progrès et des règles plus classiques et traditionnelles gouvernant les arts et la littérature. L'irrationalisme et l'amoralité des philosophes tels que Nietzsche ou le flagrant antisémitisme de Wagner, est vu comme une preuve que la société est en danger de revenir à l'ère d'avant le Siècle des Lumières.
Quoique Nordau soit juif et une figure clé du mouvement sioniste, sa théorie de la dégénérescence artistique est saisie par les nazis allemands pendant la République de Weimar comme point de ralliement pour leur demande antisémite et raciste de pureté aryenne dans l'art.

## Nordau le sioniste

### L'Affaire Dreyfus

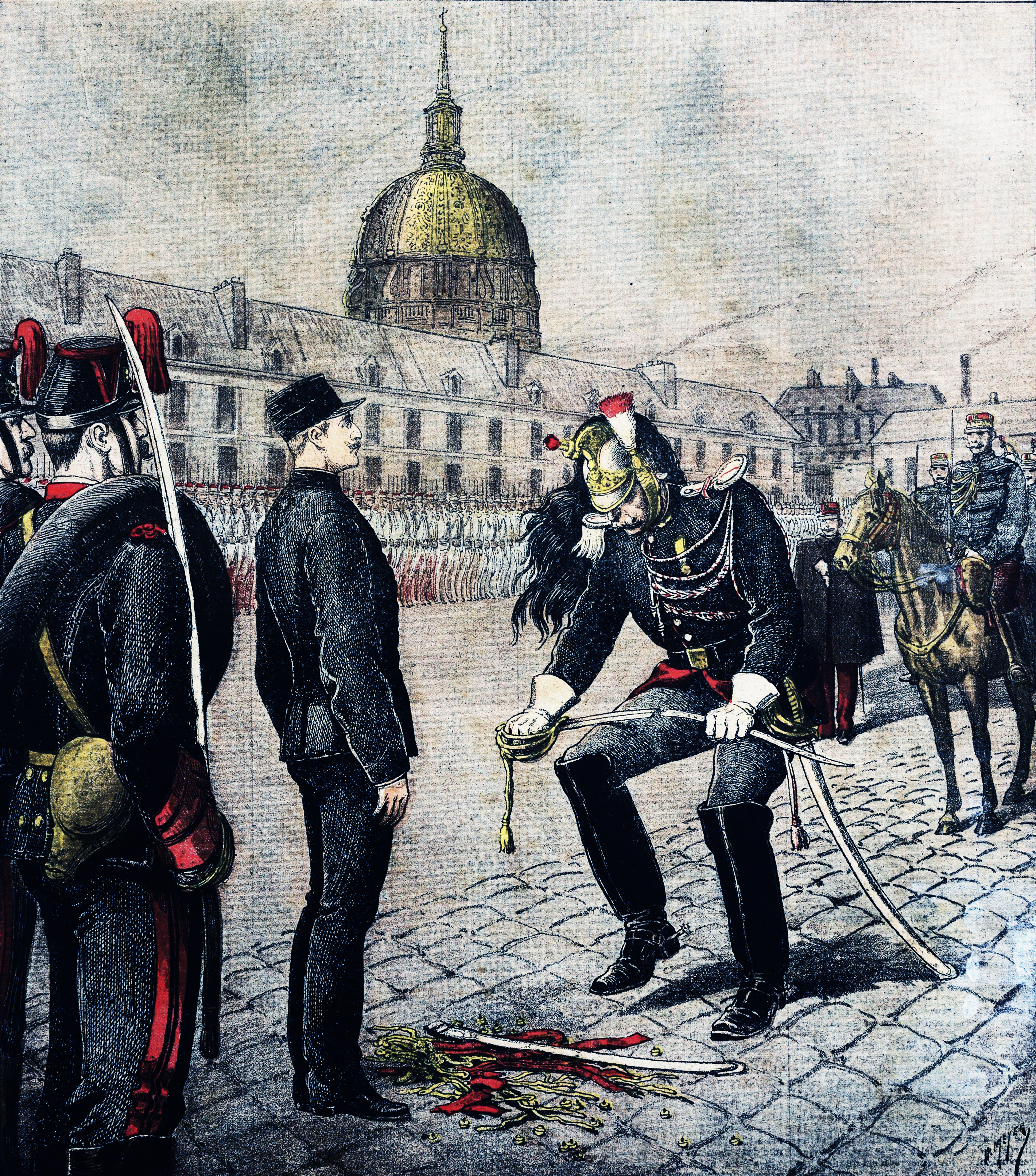
La dégradation d'Alfred Dreyfus le 5 janvier 1895.

La conversion de Nordau au sionisme est typique de la montée du mouvement sioniste parmi les communautés d'Europe de l'Ouest. L'affaire Dreyfus qui débute en 1894 est le déclencheur qui convainc Nordau que le sionisme est maintenant nécessaire. L'opinion de Herzl s'est formée pendant son séjour en France quand il prend conscience de l'universalité de l'antisémitisme. En août et septembre 1899 Nordau est à Rennes pour couvrir le procès Dreyfus. L'affaire Dreyfus le fortifie dans son idée de l'échec de l'assimilation.
Son rôle en tant qu'ami et conseiller de Herzl, qui travaille comme correspondant du journal viennois Neue Freie Presse, débute à Paris. Le procès est plus qu'un déni de justice et selon les mots même de Herzl « est conforme à la volonté de l'écrasante majorité de la France de condamner un Juif, et avec ce Juif, tous les Juifs ». Le fait de savoir si l'antisémitisme manifesté en France pendant l'affaire Dreyfus est représentatif de la majorité des Français ou seulement d'une petite minorité vociférante n'est pas approfondi par Herzl ou Nordau. Le fait même qu'un tel sentiment se soit manifesté en France est particulièrement significatif. Ce pays a toujours été considéré comme un modèle pour l'Europe, celui des Lumières et de la Révolution et par retombée de l'émancipation des Juifs.

### L'échec de l'Émancipation
L'œuvre de Nordau en tant que critique de la civilisation européenne, et ses conclusions, ont certainement contribué à sa conversion au sionisme. Un des principes centraux de la croyance de Nordau est l'évolution dans tous les domaines. Il en conclut que l'émancipation des Juifs n'est pas née de l'évolution. Le rationalisme français du XVIIIe siècle est basé sur la pure logique et demande que tous les hommes soient traités de façon égale. Nordau voit l'émancipation des Juifs comme le résultat d'une pure logique : chaque homme naît avec des droits identiques. Les Juifs sont des êtres humains, donc les Juifs naissent avec les droits des hommes. Cette émancipation est écrite dans les lois européennes, mais est en opposition avec le sentiment populaire. C'est ceci qui explique l'apparente contradiction de l'égalité devant la loi, mais l'existence de l'antisémitisme, et plus particulièrement de l'antisémitisme 'racial' n'est plus basée sur les vieilles croyances religieuses.
Nordau cite l'Angleterre comme une exception par rapport à cet antisémitisme continental qui confirme la règle : « En Angleterre, l'émancipation est une réalité. Elle a déjà été opérée dans les cœurs avant que les lois ne la confirment expressément ». L'émancipation ne pourra devenir une réalité que si elle provient de changements à l'intérieur de la société et non si des idées abstraites sont imposées à la société. Le rejet de l'idée acceptée de l'émancipation n'est pas entièrement basé sur l'Affaire Dreyfus ; elle apparaît déjà beaucoup plus tôt dans son livre Die Konventionellen Lügen der Kulturmenschheit ('Les mensonges conventionnels de notre civilisation') et est incluse dans sa dénonciation de l'antisémitisme « dégénéré » et « lunatique » dans Entartung ('Dégénérescence').
Selon Élisabeth Roudinesco, l'une des raisons du sionisme de Nordau est la pensée que « le retour à la Terre promise est la seule manière de libérer les juifs européens de l'abâtardissement où les avaient plongés l'antisémitisme et la haine de soi juive. ».

## Les Congrès sionistes mondiaux

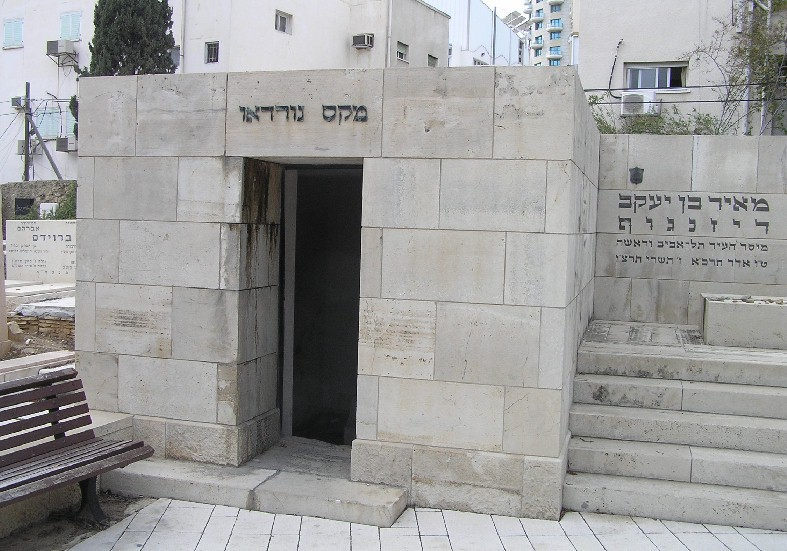
Tombe de Max Nordau dans le cimetière Trumpeldor de Tel Aviv. À côté, on voit la tombe de Meïr Dizengoff

Nordau est un des personnages clés des premiers congrès sionistes mondiaux qui ont joué un rôle vital dans l'orientation du sionisme. Herzl privilégie l'idée d'un journal juif et la formation d'une Société de Juifs élitiste afin de propager l'idée du sionisme. Nordau réussit à convaincre Herzl que le sionisme doit avoir des bases démocratiques même s'il est virtuellement impossible de représenter tous les groupes juifs et le persuade de la nécessité d'une assemblée. Cette apparence de démocratie permet de contrer les accusations que les sionistes ne représentent personne qu'eux-mêmes.
En tout, il y aura onze congrès, le premier organisé par Nordau se tient à Bâle (Suisse) du 29 au 31 juillet 1897. Sa renommée comme intellectuel attire l'attention sur le projet. En effet, le fait que Max Nordau, l'essayiste et journaliste cinglant, soit un Juif est une révélation pour beaucoup. Herzl manifestement occupe la première place, faisant le premier discours au congrès ; Nordau suit à la tribune en faisant une évaluation de la condition juive en Europe. Nordau présente des statistiques pour dépeindre la misère noire des communautés de l'Est et exprime aussi sa croyance dans la destinée du peuple juif en tant qu'état nation démocratique, libre de ce qu'il considère être les contraintes de l'émancipation.
Le discours de Nordau au congrès sioniste mondial fait une analyse du peuple juif et en particulier des stéréotypes sur les Juifs. Il combat l'idée que les Juifs ne sont que des marchands et des hommes d'affaires, argumentant que les innovations financières les plus modernes, telles que les assurances, ont été inventées par les Gentils. Il voit le peuple juif comme ayant un don pour la politique, ce qu'ils ne peuvent pleinement exercer sans avoir leur propre état. À la différence de Herzl qui favorise l'idée d'une politique formée par les élites, Nordau insiste pour que le congrès se dote de règles démocratiques et appelle à voter sur tous les sujets importants.
À partir du début du XXe siècle, l'influence de Nordau comme critique culturel décline : le modernisme qu'il avait décrié, la popularité montante de différents philosophes tels Friedrich Nietzsche, les immenses changements technologiques et la dévastation de la Première Guerre mondiale, changent totalement la société européenne. Même à l'intérieur du mouvement sioniste, d'autres courants de pensée, influencés par Nietzsche, le socialisme et d'autres idées prennent le devant, donnant de Nordau une image « rétrograde » de personnage de la fin du XIXe siècle.
Max Nordau donne naissance en 1897 à Maxa Nordau qui est considérée comme une des peintres emblématiques de l'École de Paris. Son travail de paysagiste célèbre des vues de la Palestine et Israël.
Nordau meurt à Paris en 1923. En 1926, sa dépouille est transférée à Tel Aviv.

## Ses œuvres traduites en français
- Dégénérescence:  Éditeur : Félix Alcan, coll. « Bibliothèque de philosophie contemporaine », 1894 - deux tomes : T.1, Fin de siècle-de mysticisme (529 pages) et T.2, L'égotisme-Le réalisme-Le vingtième siècle (575 pages) - Traduit de l'allemand par Auguste Dietrich; Broché: 182 pages;Max Milo Éditions (2 février 2006); Collection : Condition humaine (partiel);  (ISBN 978-2-914388-73-3) - Réédition : L'Âge d'homme, 2009, 400 p.  (ISBN 978-2-8251-3842-7)
- Les mensonges conventionnels de notre civilisation: Félix Alcan, coll. « Bibliothèque de philosophie contemporaine », 1888 - 356 pages - Traduit de l'allemand par Auguste Dietrich;  (ASIN B0000DL88T)
- Le sens de l'histoire: broché; (ASIN B0000DO1MO)
- Paradoxes sociologiques: éditeur: Félix Alcan, coll. « Bibliothèque de philosophie contemporaine », Paris, France, 1896, 182 pages in 12; (ASIN B0000DSTUY) - Traduit de l'allemand par Auguste Dietrich,
- Paradoxes psychologiques, coll. « Bibliothèque de philosophie contemporaine », Paris, Félix Alcan, 1896 - Traduit de l'allemand par Auguste Dietrich.
- Psycho-physiologie du génie et du talent, coll. « Bibliothèque de philosophie contemporaine », Paris, Félix Alcan, 1897 - Traduit de l'allemand par Auguste Dietrich.